# شهرک منتظری
شهرک منتظری، روستایی از توابع بخش مرکزی شهرستان شادگان در استان خوزستان ایران است.

## جمعیت
این روستا در دهستان خنافره قرار دارد و براساس سرشماری مرکز آمار ایران در سال ۱۳۸۵، جمعیت آن ۲٬۱۳۳ نفر (۳۷۵خانوار) بوده‌است.